# 永原子伊太比
永原 子伊太比（ながはら の こいたび、? - 承和2年5月13日〈835年6月12日〉）は、平安時代初期の女官。氏姓は藤原朝臣、のち永原朝臣。官位は典侍・正四位。兄弟に永原最弟麻呂がいる。

## 生涯
平城朝の大同3年（808年）12月、従五位上の時に姉妹と思われる恵子と同時に永原朝臣を賜姓されている。その翌年の大同4年（809年）には、東山道観察使正四位兼行右衛士督陸奥出羽按察使の藤原緒嗣が辺境の任につくべく内裏へ暇乞いをした際に、天皇は緒嗣を昇殿させ、典侍従五位上の子伊太比を仲介して衣1襲と被（かずき）などを下賜したと記されている。その後、正五位下に昇進し、さらに薬子の変直後の弘仁元年（810年）9月に従四位下に昇叙。
承和2年（835年）5月、正四位下で卒去。

## 官歴
『六国史』による
- 時期不詳：従五位上
- 大同3年（808年）12月9日：藤原朝臣から永原朝臣に改氏姓
- 大同4年（809年）3月以前：典侍
- 時期不詳：正五位下
- 弘仁元年（810年）9月25日：従四位下
- 時期不詳：正四位下
- 承和2年（835年）5月13日：卒去